# Список держав та залежних територій Азії

## Пояснення до списку
Країни в списку згруповані за алфавітом.
Кольорами позначені:

## Незалежні держави

### Західна Азія
| Прапор | Мапа | Назва офіційна назва                            | Столиця    | Назва державною мовою                             | Форма правління        | Валюта                    | Площа     | Населення  |
| ------ | ---- | ----------------------------------------------- | ---------- | ------------------------------------------------- | ---------------------- | ------------------------- | --------- | ---------- |
|        |      | Азербайджан Азербайджанська республіка          | Баку       | азерб. Azərbaycan (Azərbaycan Respublikası)       | Республіка             | Азербайджанський манат    | 86 600    | 9 496,6    |
|        |      | Бахрейн Королівства Бахрейн                     | Манама     |                                                   | Конституційна монархія | Бахрейнський динар        | 760       | 1 248,3    |
|        |      | Вірменія Республіка Вірменія                    | Єреван     | вірм. Հայաստան (Հայաստանի Հանրապետություն)        | Республіка             | Вірменський драм          | 29 743    | 2 970,5    |
|        |      | Грузія Республіка Грузія                        | Тбілісі    | груз. საქართველო (საქართველოს რესპუბლიკა)         | Республіка             | Грузинський ларі          | 69 700    | 4 570,9    |
|        |      | Ємен Республіка Ємен                            | Сана       |                                                   | Республіка             | Єменський реал            | 527 968   | 24 771,8   |
|        |      | Йорданія Хашимітське Королівство Йорданія       | Амман      |                                                   | Конституційна монархія | Йорданський динар         | 89 342    | 6 508,9    |
|        |      | Ізраїль Держава Ізраїль                         | Єрусалим   | івр. (מדינת ישראל)                                | Республіка             | Ізраїльський новий шекель | 20 770    | 7 590,8    |
|        |      | Ірак Республіка Ірак                            | Багдад     |                                                   | Республіка             | Іракський динар           | 438 317   | 31 129,2   |
|        |      | Іран Ісламська республіка Іран                  | Тегеран    | перс. (جمهوری اسلامی ایران)                       | Ісламська республіка   | Іранський ріал            | 1 648 195 | 79 966 230 |
|        |      | Катар Держава Катар                             | Доха       |                                                   | Конституційна монархія | Катарський реал           | 11 586    | 1 951,6    |
|        |      | Кіпр Республіка Кіпр                            | Нікосія    | грец. Κυπριακή Δημοκρατία тур. Kıbrıs Cumhuriyeti | Республіка             | Євро                      | 9 251     | 1 138,1    |
|        |      | Кувейт Держава Кувейт                           | Ель-Кувейт |                                                   | Конституційна монархія | Кувейтський динар         | 17 818    | 2 646,3    |
|        |      | Ліван                                           | Бейрут     |                                                   | Республіка             | Ліванський фунт           | 10 400    | 4 140,3    |
|        |      | Об'єднані Арабські Емірати                      | Абу-Дабі   |                                                   | Конституційна монархія | Дирхам ОАЕ                | 83 600    | 5 314,3    |
|        |      | Оман Султанат оман                              | Маскат     |                                                   | Абсолютна монархія     | Оманський реал            | 309 500   | 3 090,2    |
|        |      | Саудівська Аравія Королівство Саудівська Аравія | Ер-Ріяд    |                                                   | Абсолютна монархія     | Саудівський реал          | 2 149 690 | 26 534,5   |
|        |      | Сирія Сирійська Арабська Республіка             | Дамаск     |                                                   | Республіка             | Сирійський фунт           | 185 180   | 22 530,7   |
|        |      | Туреччина Турецька Республіка                   | Анкара     | тур. Türkiye (Türkiye Cumhuriyeti)                | Республіка             | Турецька ліра             | 783 562   | 79 749,5   |

### Південна Азія
| Прапор | Мапа | Назва офіційна назва                                      | Назва державною мовою                                                   | Форма правління        | Валюта               | Столиця                   | Площа     | Населення   |
| ------ | ---- | --------------------------------------------------------- | ----------------------------------------------------------------------- | ---------------------- | -------------------- | ------------------------- | --------- | ----------- |
|        |      | Афганістан Ісламська Республіка Афганістан                | пушту (د افغانستان اسلامي جمهوریت) дарі (جمهوری اسلامی افغانستان)       | Республіка             | Афгані               | Кабул                     | 652 230   | 30 419,9    |
|        |      | Бангладеш Народна Республіка Бангладеш                    | бенг. বাংলাদেশ (গণপ্রজাতন্ত্রী বাংলাদেশ)                                             | Республіка             | Така                 | Дака                      | 143 998   | 161 083,8   |
|        |      | Бутан Королівство Бутан                                   | дзонґ-ке འབྲུག་ཡུལ (འབྲུག་རྒྱལ་ཁབ་)                                            | Конституційна монархія | Нгултрум             | Тхімпху                   | 38 394    | 716,9       |
|        |      | Індія Республіка Індія                                    | гінді भारत (भारत गणराज्य) англ. India (Republic of India)                   | Республіка             | Індійська рупія      | Нью-Делі                  | 3 287 263 | 1 205 073,6 |
|        |      | Іран Ісламська Республіка Іран                            | перс. (جمهوری اسلامی ايران)                                             | Республіка             | Іранський ріал       | Тегеран                   | 1 648 195 | 78 868,7    |
|        |      | Мальдіви Мальдівська Республіка                           | мальд. ދިވެހިރާއްޖެ ()                                                        | Республіка             | Мальдівська руфія    | Мале                      | 298       | 394,5       |
|        |      | Непал Федеративна Демократична Республіка Непал           | неп. नेपाल (संघीय लोकतान्त्रिक गणतन्त्र नेपाल)                                       | Республіка             | Непальська рупія     | Катманду                  | 147 181   | 29 890,7    |
|        |      | Пакистан Ісламська Республіка Пакистан                    | урду پاکِستان () англ. Pakistan (Islamic Republic of Pakistan)           | Республіка             | Пакистанська рупія   | Ісламабад                 | 796 095   | 190 291,1   |
|        |      | Шрі-Ланка Демократична Соціалістична Республіка Шрі-Ланка | синг. ශ්‍රී ලංකා (ශ්‍රී ලංකා ප්‍රජාතාන්ත්‍රික සමාජවාදී ජනරජය) там. இலங்கை (இலங்கை ஜனநாயக சமத்துவ குடியரசு) | Республіка             | Шрі-Ланкійська рупія | Шрі-Джаяварденепура-Котте | 65 610    | 21 481,3    |

### Південно-Східна Азія
| Прапор | Мапа | Назва офіційна назва                                  | Назва державною мовою | Форма правління          | Валюта                | Столиця             | Площа     | Населення |
| ------ | ---- | ----------------------------------------------------- | --- | ------------------------ | --------------------- | ------------------- | --------- | --------- |
|        |      | Бруней Держава Бруней Даруссалам                      | малай. Brunei Darussalam (Negara Brunei Darussalam)                                                                                   | Абсолютна Монархія       | Брунейський долар     | Бандар-Сері-Бегаван | 5 765     | 408,8     |
|        |      | В'єтнам Соціалістична Республіка В'єтнам              | в'єт. Việt Nam (Cộng hòa Xã hội Chủ nghĩa Việt Nam)                                                                                   | Соціалістична республіка | В'єтнамський донг     | Ханой               | 331 210   | 91 519,3  |
|        |      | Індонезія Республіка Індонезія                        | індонез. Indonesia (Republik Indonesia)                                                                                               | Республіка               | Індонезійська рупія   | Джакарта            | 1 904 569 | 248 645,0 |
|        |      | Камбоджа Королівство Камбоджа                         | кхмер. (ព្រះរាជាណាចក្រកម្ពុជា) | Конституційна монархія   | Ріель                 | Пномпень            | 181 035   | 14 952,7  |
|        |      | Лаос Лаоська Народна Демократична Республіка          | лаос. ປະເທດລາວ (ສາທາລະນະລັດ ປະຊາທິປະໄຕ ປະຊາຊົນລາວ)                                                                                       | Соціалістична республіка | Кіп                   | В'єнтьян            | 236 800   | 6 586,3   |
|        |      | Малайзія                                              | малай. Malaysia | Конституційна монархія   | Малайзійський ринггіт | Куала-Лумпур        | 329 847   | 29 180,0  |
|        |      | М'янма Республіка Союзу М'янма                        | бірм. (ပြည်ထောင်စု သမ္မတ မြန်မာနိုင်ငံတော်‌) | Республіка               | М'янманський к'ят     | Найп'їдо            | 676 578   | 54 584,7  |
|        |      | Сінгапур Республіка Сінгапур                          | англ. Singapore (Republic of Singapore) малай. Singapura (Republik Singapura) кит.: 新加坡 ( 新加坡共和国) там. சிங்கப்பூர் (சிங்கப்பூர் குடியரசு) | Республіка               | Сінгапурський долар   | Сінгапур            | 697       | 5 353,5   |
|        |      | Східний Тимор Демократична Республіка Східного Тимору | тетум Timór Lorosa'e (Repúblika Demokrátika Timór Lorosa'e) порт. Timor-Leste (República Democrática de Timor-Leste)                  | Республіка               | Долар США             | Ділі                | 14 874    | 1 143,7   |
|        |      | Таїланд Королівство Таїланд                           | тай. ประเทศไทย (ราชอาณาจักรไทย) | Конституційна монархія   | Бат                   | Бангкок             | 513 120   | 67 091,1  |
|        |      | Філіппіни Республіка Філіппіни                        | тагал. Pilipinas (Repúbliká ng̃ Pilipinas) англ. Philippines (Republic of the Philippines)                                             | Республіка               | Філіппінське песо     | Маніла              | 300 000   | 103 775,0 |

### Східна Азія
| Прапор | Мапа | Назва офіційна назва                                     | Столиця    | Назва державною мовою       | Форма правління          | Валюта                 | Площа     | Населення   |
| ------ | ---- | -------------------------------------------------------- | ---------- | --------------------------- | ------------------------ | ---------------------- | --------- | ----------- |
|        |      | Китай Китайська Народна Республіка                       | Пекін      | кит.: 中国 (中华人民共和国) | Соціалістична республіка | Юань                   | 9 596 961 | 1 343 239,9 |
|        |      | Монголія                                                 | Улан-Батор | монг. Монгол Улс            | Республіка               | Монгольський тугрик    | 1 564 116 | 3 180,0     |
|        |      | Південна Корея Республіка Корея                          | Сеул       | кор. 대한민국               | Республіка               | Південнокорейський вон | 99 720    | 48 860,5    |
|        |      | Північна Корея Корейська Народно-Демократична Республіка | Пхеньян    | кор. 조선민주주의인민공화국 | Соціалістична республіка | Північнокорейський вон | 120 538   | 24 589,1    |
|        |      | Японія                                                   | Токіо      | яп. 日本 (日本国)           | Конституційна монархія   | Єна                    | 377 915   | 127 368,1   |

### Центральна Азія
| Прапор | Мапа | Назва офіційна назва                 | Столиця | Назва державною мовою                                                                                              | Форма правління | Валюта               | Площа     | Населення |
| ------ | ---- | ------------------------------------ | ------- | --- | --------------- | -------------------- | --------- | --------- |
|        |      | Казахстан Республіка Казахстан       | Астана  | каз. Қазақстан (Қазақстан Республикасы) / Qazaqstan (Qazaqstan Respýblıkasy) рос. Казахстан (Республика Казахстан) | Республіка      | Казахстанський тенге | 2 724 900 | 17 522,0  |
|        |      | Киргизстан Киргизька Республіка      | Бішкек  | кирг. Кыргызстан (Кыргыз Республикасы) рос. Киргизия (Киргизская республика)                                       | Республіка      | Сом                  | 199 951   | 5 496,7   |
|        |      | Таджикистан Республіка Таджикистан   | Душанбе | тадж. Тоҷикистон (Ҷумҳурии Тоҷикистон)                                                                             | Республіка      | Сомоні               | 143 100   | 7 768,4   |
|        |      | Туркменістан Республіка Туркменістан | Ашгабат | туркм. Türkmenistan (Türkmenistan Döwleti)                                                                         | Республіка      | Туркменський манат   | 488 100   | 5 054,8   |
|        |      | Узбекистан Республіка Узбекистан     | Ташкент | узб. O’zbekiston (O‘zbekiston Respublikasi)                                                                        | Республіка      | Узбецький сом        | 447 400   | 28 394,2  |

## Частково визнані держави
| Прапор | Мапа | Назва офіційна назва        | Назва державною мовою | Форма правління | Валюта                    | Столиця  | Площа  | Населення |
| ------ | ---- | --------------------------- | --------------------- | --------------- | ------------------------- | -------- | ------ | --------- |
|        |      | Палестина Держава Палестина | араб. فلسطين ()       | Республіка      | Ізраїльський новий шекель | Єрусалим |        |           |
|        |      | Тайвань Республіка Китай    | кит.: 臺灣 (中華民國) | Республіка      | Новотайванський долар     | Тайбей   | 35 980 | 23 234,9  |

## Залежні території
| Прапор | Мапа | Назва офіційна назва                                                   | Назва державною мовою | Приналежність   | Валюта               | Столиця         | Площа  | Населення |
| ------ | ---- | ---------------------------------------------------------------------- | --- | --------------- | -------------------- | --------------- | ------ | --------- |
|        |      | Акротирі і Декелія                                                     | англ. Akrotiri and Dhekelia (Western and Eastern) Sovereign Base Areas                                                                | Велика Британія | Євро                 | Епіскопі        | 254    | 15,7      |
|        |      | Макао Особливий адміністративний район Аомен                           | кит.: 澳門 (中華人民共和國澳門特別行政區) порт. Macau (Região Administrativa Especial de Macau da República Popular da China)         | КНР             | Аоминська патака     | Макао           | 28,2   | 578,0     |
|        |      | Британська територія в Індійському океані                              | англ. British Indian Ocean Territory                                                                                                  | Велика Британія | Фунт стерлінгів      | Дієго-Гарсія    | 54 400 |           |
|        |      | Гонконг Особливий адміністративний район Гонконг                       | кит.: 香港 (中華人民共和國香港特別行政區) англ. Hong Kong (Hong Kong Special Administrative Region of the People's Republic of China) | КНР             | Гонконзький долар    | Гонконг         | 1 104  | 7 153,5   |
|        |      | Кокосові (Кілінгові) острови Територія Кокосових (Кілінгових) островів | англ. Cocos (Keeling) Islands (Territory of the Cocos (Keeling) Islands)                                                              | Австралія       | Австралійський долар | Вест-Айленд     | 14     | 0,6       |
|        |      | Острів Різдва Територія Острова Різдва                                 | англ. Christmas Island (Territory of Christmas Island)                                                                                | Австралія       | Австралійський долар | Флаїнг-Фіш-Коув | 135    | 1,5       |